# Grigorij Tuczkow
Grigorij Iwanowicz Tuczkow, ros. Григорий Иванович Тучков (ur. 27 lutego?/12 marca 1913 w Taganrogu, w obwodzie Wojska Dońskiego, Imperium Rosyjskie, zm. 28 marca 1974 w Moskwie, Rosyjska FSRR) – rosyjski piłkarz, grający na pozycji obrońcy, trener piłkarski.

## Kariera piłkarska

### Kariera klubowa
W 1932 rozpoczął karierę piłkarską w drużynie Infizkult, która reprezentowała Moskiewski Instytut Kultury Fizycznej. W 1937 został zaproszony do Spartaka Moskwa. Podczas wojny mistrzostwa nie były rozgrywane, ale uczestniczył w turniejach lokalnych w składzie klubów Zienit Moskwa i Spartak Moskwa. W 1945 roku został piłkarzem MWO Moskwa, ale już wkrótce przeniósł się do CDKA Moskwa, w którym zakończył karierę piłkarza w roku 1946.

## Kariera trenerska
Po zakończeniu kariery piłkarza rozpoczął pracę szkoleniową. Najpierw pomagał trenować reprezentację grupy Wojsk Radzieckich w NRD. Potem prowadził kluby DO Chabarowsk, OBO Lwów, DO Taszkent i Polissia Żytomierz.
W latach 1966–1971 pracował jako trener rugby. Zmarł 28 marca 1974 w Moskwie w wieku 61 lat.

## Sukcesy i odznaczenia

### Sukcesy piłkarskie
Spartak Moskwa
- mistrz ZSRR: 1938, 1939
- wicemistrz ZSRR: 1937
- brązowy medalista Mistrzostw ZSRR: 1940
- zdobywca Pucharu ZSRR: 1938, 1939

### Odznaczenia
- tytuł Mistrza Sportu ZSRR